# Howard Higgin
Howard Higgin (né le 15 février 1891 à Denver et mort le 16 décembre 1938 d'une pneumonie à Los Angeles) est un scénariste et réalisateur américain. 

## Filmographie partielle

### Comme réalisateur
- 1922 : La Crise du logement (Rent Free)
- 1925 : In the Name of Love
- 1925 : The New Commandment
- 1926 : The Reckless Lady
- 1926 : La Femme sauvage (The Wilderness Woman)
- 1926 : The Great Deception
- 1927 : The Perfect Sap
- 1928 : Skyscraper
- 1928 : Power
- 1928 : La Blonde de Singapour (Sal of Singapore)
- 1929 : Au-delà du devoir (The Leatherneck)
- 1929 : High Voltage (Wanted)
- 1929 : The Racketeer
- 1931 : Le Désert rouge (The Painted Desert)
- 1932 : Prisons d'enfants (Hell's House)
- 1932 : Final Edition (Determination)
- 1932 : The Last Man
- 1933 : Carnival Lady
- 1933 : Marriage on Approval (Married in Hasty)
- 1934 : The Line-Up (Identity Parade)
- 1937 : Battle of Greed

## Comme scénariste
- 1925 : La Femme de quarante ans (Smouldering Fires) de Clarence Brown
- 1925 : Lorsqu'on est trois (The Trouble with Wives) de Malcolm St. Clair